# Kanton Mareuil-sur-Lay-Dissais
Kanton Mareuil-sur-Lay-Dissais (fr. Canton de Mareuil-sur-Lay-Dissais) je francouzský kanton v departementu Vendée v regionu Pays de la Loire. Tvoří ho 11 obcí.

## Obce kantonu
- Bessay
- La Bretonnière-la-Claye
- Château-Guibert
- Corpe
- La Couture
- Mareuil-sur-Lay-Dissais
- Moutiers-sur-le-Lay
- Péault
- Les Pineaux
- Rosnay
- Sainte-Pexine